# آيت سعيد بن ابراهيم (امزو)
آيت سعيد بن إبراهيم هو دُوَّار يقع بجماعة سيدي أحمد أو عمرو، إقليم تارودانت، جهة سوس ماسة في المملكة المغربية. ينتمي الدوّار لمشيخة امزو التي تضم 9 دواوير. يقدر عدد سكانه بـ 474 نسمة حسب الإحصاء الرسمي للسكان والسكنى لسنة 2004.

## وصلات خارجية
- البوابة الوطنية للجماعات الترابية
- المندوبية السامية للتخطيط